# Eparchie brjanská
Eparchie Brjansk je eparchie ruské pravoslavné církve nacházející se v Rusku.

## Území a titul biskupa
Zahrnuje správní hranice východní části Brjanské oblasti.
Eparchiálnímu biskupovi náleží titul biskup brjanský a sevský.

## Historie
Biskupský stolec v Brjansku existoval od poloviny 13. století, kdy kníže Roman Michajlovič Starý přesunul hlavní město z Černihiva do Brjansku a poté byl přesunut i černihivský stolec. Brjanská eparchie nadále existovala i po vstupu Brjanského knížectví do Litevského velkoknížectví (1356).
Koncem 13. století zde sídlil také metropolita Kyjevský a celé Rusi, kdy metropolita Maxim musel odejít ze zpustošeného Kyjeva. Poté byl kyjevský stolec přesunut do Suzdalu a nakonec do Vladimiru (1299).
V roce 1509 byla významná část brjanské eparchie, včetně měst Černihiv, Brjansk, Starodub a Novhorod-Siverskij připojena k moskevskému státu a spadala pod jurisdikci moskevské metropole. Území bylo připojeno ke smolenské eparchii, jejíž biskupové se začali nazývat biskup smolenský a brjanský.
Dekretem cara Michaila I. Fjodoroviče ze dne 20. května 1625, vstoupila města Brjansk, Sevsk a Karačev do patriarchální oblasti a od té doby se brjanský stolec neuvádí.
Na koncilu v listopadu 1681 navrhl car Fjodor III. Alexejevič zřízení dvou biskupských stolci pod jurisdikcí smolenského metropolity a to v Brjansku a Vjazmě. Účastníci Moskevského koncilu (1681–1682) odmítli toto zřízení aby nedošlo k církevním neshodám v hierarchickém postavení.
Od roku 1764 do roku 1788 bylo území brjanské eparchie součástí poloautonomního sevského vikariátu moskevské eparchie.
Dne 6. května 1788 bylo území bývalé eparchie včleněno do nové orlovské eparchie.
Dne 1. dubna 1918 biskup orlovský a sevský Serafim (Ostroumov) ve zprávy pro Svatý synod požádal o vytvoření vikariátu Brjansk a navrhl aby byl zvolen archimandrita Ilarion (Troickij) biskupem brjanským a mcenskym ale tyto plány se neuskutečnily.
Dne 22. prosince 1920 byla zřízena brjanská eparchie a to poté co 1. dubna stejného roku byla vytvořena Brjanská gubernie. V době jejího vzniku bylo na území eparchie přes 300 chrámů.
Během německé okupace bylo území eparchie včleněno do smolensko-brjanské eparchie Běloruské pravoslavné církve.
Roku 1946 se území stalo součástí orlovské eparchie a biskupové se nazývali biskup orlovský a brjanský.
Dne 26. února 1994 byla Svatým synodem eparchie obnovena a oddělena od orlovské eparchie.
Dne 29. května 2013 byla Svatým synodem z části území eparchie vytvořena nová eparchie klincovská. Obě eparchie byly včleněny do brjanské metropole.

## Seznam biskupů
- 1920–1923 Amvrosij (Smirnov)
- 1923–1929 Agapit (Borzakovskij)
- 1930–1931 Matfij (Chramcev)
- 1931–1934 Daniil (Troickij)
- 1934–1935 Ioasaf (Šiškovskij-Drylevskij
- 1936–1936 Juvenalij (Maškovskij)
- 1936–1937 Ioann (Sokolov), dočasný administrátor
- 1994–2002 Melchisedek (Lebeděv)
- 2002–2011 Feofilakt (Mojsejev)
- od 2011 Alexandr (Agrikov)